# Mark of the Necrogram
Mark of the Necrogram è un album dei Necrophobic del 2018.

## Tracce
1. Mark of the Necrogram – 4:53
2. Odium Caecum – 4:25
3. Tsar Bomba – 5:40
4. Lamashtu – 5:20
5. Sacrosanct – 4:38
6. Pesta – 5:59
7. Requiem for a Dying Sun – 4:39
8. Crown of Horns – 3:59
9. From the Great Above to the Great Below – 5:53
10. Undergången – 2:48

## Formazione
- Anders Strokirk - voce
- Sebastian Ramstedt - chitarra, voce secondaria
- Johan Bergebäck - chitarra
- Joakim Sterner - batteria
- Alex Friberg - basso